# 徐廷珍
徐廷珍（韓語：서정진，羅馬化：Seo Jung-jin，1957年10月23日—），大韓民國企業家，曾經是韓國首富。韓國製藥企業賽特瑞恩名譽會長，建國大學校友。2002年，徐廷珍與前大宇汽車同事在仁川共同創辦賽特瑞恩。憑藉2019冠狀病毒病疫情對生物試劑的需求以及賽特瑞恩的業績增長，自己成為了韓國首富。